# Eva von Sacher-Masoch
Eva von Sacher-Masoch, baronesa Erisso (4 de diciembre de 1911-22 de marzo de 1991) fue una aristócrata Austriaca, bisnieta del autor humanista Leopold von Sacher-Masoch (1836-1895) cuyo padre Leopold Johann Nepomuk Ritter (con el título nobiliario de caballero) von Sacher, combinó su título con el título aristocrático eslováco de su esposa von Masoch (la última en esa familia) cuando su leal servicio como Comisionado de las Fuerzas Policiacas Imperiales en Lemberg (lo que hoy es Ucrania) fue reconocido con un nuevo título patentado Sacher-Masoch en alemán) asignado por el Emperador Austriaco.

## Vida y Carrera
Su nombre de nacimiento fue Eva Hermine von Sacher-Masoch, Freiin Erisso y fue la bisnieta de Leopold von Sacher-Masoch, autor de  La Venus de las pieles, y madre de Marianne Faithfull. Nació en Budapest cuando era parte del Imperio austrohúngaro. Sus padres fueron Artur Wolfgang, Ritter von Sacher-Masoch (1875–1953) y su esposa Flora (Ziprisz).  Su hermano era el novelista Alexander von Sacher-Masoch (1901-1972). Su madre era judía.
Sacher-Masoch vivió durante su infancia temprana en las propiedades de su familia cerca del pueblo de Karánsebes en Transilvania (hoy Caransebeș, Rumania). Se mudó con su familia a Viena en 1918. En su juventud se mudó a Berlín donde trabajó como bailarina con la Compañía Max Reinhardt y bailó en producciones de Bertolt Brecht y Kurt Weill. Al inicio de la Primera Guerra Mundial, Sacher-Masoch regresó a la casa de sus padres en Viena, lugar donde permaneció durante toda la guerra. A pesar de su genealogía judía, a Sacher-Masoch y a su madre, se les concedió un grado de protección de los nazis gracias al récord militar de su padre Arturo en la Primera Guerra Mundial y a su estatus como un buen escritor austriaco (bajo el pseudónimo de Michael Zorn).
En oposición a Hitler desde el Anschluss, (la unión de Austria a la Alemania Nazi), y habiendo presenciado las atrocidades cometidas en contra de los judíos en las calles de Viena, Sacher-Masoch y sus padres escondían en su casa panfletos socialistas escapando por muy poco a las investigaciones de la Gestapo. Sacher-Masoch fue testigo de los ataques de las Fuerzas Aéreas del Ejército de los Estados Unidos sobre Viena a partir de 1944, y del asalto de 1945 del Ejército Rojo. Confrontando el trauma al que los civiles habían sido sometidos, la serie documental de genealogía de la BBC Who do you think you are? hace una narración detallada de sus logros periodísticos al restablecer una revista para mujeres en lengua alemana después de la guerra.
Cuando los británicos llegaron a ocupar parte de la ciudad recién liberada, Sacher-Masoch se enamoró del Mayor Robert Glynn Faithfull (1912-1998), un oficial y espía del Ejército Británico que llamó a la familia para informarles que Alexander von Sacher Masoch estaba vivo. La pareja se casó en 1946 y más tarde ese mismo año tuvieron a su única hija Marianne Faithfull (Marian Evelyn Faithfull), y vivieron en la mansión Braziers Park, en Oxfordshire, antes de separarse seis años más tarde. También fue profesora de danza en "Bylands", un Internado para niños con mal comportamiento en Stratfield Turgis, cerca de Basingstoke, Hampshire.
Se encuentra enterrada en el jardín de la Iglesia de Saint Mary en Aldworth, Berkshire, Inglaterra.